# Lidija Jakowlewna Ginsburg
Lidija Jakowlewna  Ginsburg (russisch Лидия Яковлевна  Гинзбург), wiss. Transliteration Lidija Jakovlevna  Ginzburg (geb. 1902 in Odessa, Russisches Kaiserreich; gest. 1990 in Leningrad, UdSSR) war eine sowjetische Literaturwissenschaftlerin und -kritikerin sowie Schriftstellerin. 
Ihr wohl bekanntestes Buch ist Aufzeichnungen eines Blockademenschen, worin sie die Leningrader Blockade basierend auf eigenen Notizen schildert. 1988 erhielt sie den Staatspreis der UdSSR.
Sie ist Verfasserin einer Reihe bahnbrechender kritischer Studien.

## Veröffentlichungen
- Агентство Пинкертона / „Die Pinkerton-Agentur“ (1932)
- Творческий путь Лермонтова / „Der schöpferische Weg von Lermontow“ (1940)
- „Былое и думы“ Герцена / „Herzens ‚Memoiren und Reflexionen‘“ (1957)
- О лирике / Über Liedtexte (1964, 1974, 1997)
- О психологической прозе / Über psychologische Prosa (1971, 1977)
  - engl. Lydia Ginzburg: On psychological prose. Translated and edited by Judson Rosengrant ; foreword by Edward J. Brown.Princeton, N.J. : Princeton University Press 1991
- О литературном герое / Über den literarischen Helden (1979)
- О старом и новом / Über das Alte und das Neue (1982)
- Записки блокадного человека / Aufzeichnungen eines Blockademenschen (1984–1989)
  - dt. Lidia Ginsburg: Aufzeichnungen eines Blockademenschen. Berlin : Suhrkamp, 2014, 1. Aufl.
  - dt. Lidia Ginsburg: Aufzeichnungen eines Blockademenschen (edition suhrkamp 1672). 1997
- Литература в поисках реальности / „Literatur auf der Suche nach der Wirklichkeit“ (1987)
- Человек за письменным столом / „Der Mann am Schreibtisch“ (1989)
- Претворение опыта /„Die Erfahrung arbeiten lassen“ (1991)
- Записные книжки / „Notizbücher“ (1999)
- Записные книжки. Воспоминания. Эссе / „Notizbücher. Erinnerungen. Aufsätze“ (2002)
- Работы довоенного времени: Статьи. Рецензии. Монография / „Werke aus der Vorkriegszeit: Artikel. Aufsätze. Monographie“ (2007).
- Проходящие характеры: Проза военных лет. Записки блокадного человека / Prosa der Kriegsjahre. (2011)[2].

Ginzburgs Memoiren und ihre Notizbücher aus den 1920er und 1980er Jahren wurden erst in den Jahren der Perestroika veröffentlicht und sind noch nicht vollständig publiziert worden. Ihre Korrespondenz mit N. Mandelstam, N. Iljinoi, B. Buchstab ist teilweise veröffentlicht.